# یواس‌اس سمپسون (دی‌دی‌جی-۱۰)
یواس‌اس سمپسون (دی‌دی‌جی-۱۰) (به انگلیسی: USS Sampson (DDG-10)) یک کشتی بود که طول آن ۴۳۷ فوت (۱۳۳ متر) بود. این کشتی در سال ۱۹۶۰ ساخته شد.